# シモン・アマン
シモン・アマン (Simon Ammann、1981年6月25日 - ) は、スイスのスキージャンプ選手である。2002年ソルトレイクシティオリンピックおよび2010年バンクーバーオリンピック金メダリスト。

## プロフィール
スイス東部、ザンクト・ガレン州グラブス村で、酪農を営む父ハインリッヒ、母マルグリットの間に、5人兄弟の真ん中として生まれる。少年時代、アルペンスキー選手を目指し、チーム入りを希望するが、体重が軽すぎるという理由で断られる。地元で開催されたジャンプ大会に飛び込みで参加、優勝し、以後ジャンプ競技に取り組む。
身長によってスキー板の長さが限られるジャンプ競技では一般的に180cmを超える長身選手が有利とされるが、172cmというジャンプ選手としては恵まれない体格にもかかわらず、その卓抜したバランス感覚を武器としてジャンプ競技を勝ち抜いている。
1997/98シーズンにワールドカップにデビュー。16歳で出場した1998年長野オリンピックは、ノーマルヒル35位、ラージヒル39位となる。
2001/02シーズンは序盤好調で12月中のワールドカップで初表彰台を含む4度の表彰台入り (ただし優勝は無かった)。ソルトレークシティオリンピック直前の2002年1月11日、W杯ヴィリンゲン大会の公式練習中に、空中でバランスを崩して頭から地面に突っ込んで脳震盪を起こし、むちうちになって首にコルセットをつけるほどの怪我を負った。五輪出場が危ぶまれたが、復帰し出場する。2月10日のノーマルヒル決勝は、1回目98メートル、2回目98.5メートルで、優勝候補のアダム・マリシュ ( ポーランド) と6点差、スヴェン・ハンナバルト ( ドイツ) と1.5点差となる269.0点で金メダル、スイス人でジャンプ競技の金メダルは初であった。2月13日に行われたラージヒル決勝でも、1回目132.5メートル、2回目は最長不倒の133メートルを飛び合計281.4点で金メダルを獲得。1988年カルガリーオリンピックのマッチ・ニッカネン ( フィンランド) 以来史上2人目の個人2冠となった。2月18日の団体では7位で、ニッカネン以来の3冠はならなかった。この活躍で2002年のスイス・スポーツパーソナリティ・オブ・ザ・イヤーを受賞した。国際スキー連盟のジャンプ競技運営責任者ヴァルター・ホーファーはアマンを「スキー界のハリー・ポッターだ」と述べた。ワールドカップ初優勝は五輪後の3月17日ホルメンコーレン大会であげた。
しかしこの2冠のあと数シーズンはさほど目立った成績は残せず、2006年トリノオリンピックはノーマルヒル38位、ラージヒル15位であった。
2006/07シーズンは、ワールドカップで12月に5シーズンぶりの通算2勝目を記録するなど好調であった。2007年ノルディックスキー世界選手権では2月24日に大倉山ジャンプ競技場で行われたラージヒル個人で優勝、翌日同所で行われたラージヒル団体でもスイスは表彰台に上れなかったもののアマン自身は2本とも大倉山のヒルサイズ134メートルを越えるジャンプをする。3月3日に行われたノーマルヒル個人でも銀メダルを獲得した。さらにホルメンコーレン大会で勝利するなどしてワールドカップ総合3位に躍進した。
2006年からスイス連邦工科大学チューリッヒ校に通学する。2007年にホルメンコーレン・メダルを受章。
2008/09シーズンは開幕から好調で12月までに5勝を挙げ、それ以外でも2位8回、3位4回でシーズン17回の表彰台入りした。しかし1月以降はグレゴア・シュリーレンツァウアー ( オーストリア) が6連勝するなど調子を上げ、当時の新記録となるシーズン13勝を挙げたために、総合2位に終わった。
2009年5月にアインジーデルンのミディアムヒル (HS77) にアマンの名が冠され、同時にラージヒル (HS117) にはアンドレアス・キュッテルの名が冠された。
2009/10シーズンも開幕から好調で、前年同様シュリーレンツァウアーと激しくワールドカップ総合1位を争い、トップで迎えたバンクーバーオリンピックでは、個人ノーマルヒル及びラージヒルですべてのジャンプで最長不倒距離を記録して優勝、ソルトレークシティオリンピック以来の個人二冠となる。オリンピックジャンプ競技での個人2冠の2回達成は史上初である。オリンピック後も好調を維持し、ノルディックトーナメントでは4戦全勝優勝、シーズン9勝をあげて初のワールドカップ総合優勝を手にした。これらの偉業に対し再びスイス・スポーツパーソナリティ・オブ・ザ・イヤーを受賞した。
日本のテレビ番組『NHKスペシャル』「ミラクルボディー」(第2回：ジャンプ NHK、2010年2月12日放送) にて、アマンの肉体に関する詳細なデータが紹介された。
2010年6月に結婚。2010/11シーズンは3勝をあげて総合2位、2011年ノルディックスキー世界選手権では個人ラージヒルで銅メダルを獲得した。
2011/12シーズンはこれまでの実績と比べて見劣りする結果となった。優勝はなく2位と3位が2回ずつで総合11位に終わった。2012年には長年の夢だったパイロットのライセンスを取得した。
2012/13シーズンもあまり調子は上がらず、終盤は試合を欠場して早めにシーズンを切り上げ結局総合14位に終わった。
2014年ソチオリンピックにスイス代表として5大会連続で出場を果たした。しかし、ノーマルヒル個人にて17位、ラージヒル個人にて23位と精彩を欠き、メダル獲得を逃した。
2014/15シーズンは11月28、29日の第2戦、第3戦ルカで2連勝 (第3戦は葛西紀明と同点優勝) を果たすが、年が明けた1月6日のスキージャンプ週間の最終戦のオーストリアのビショフスホーフェンで着地に失敗し転倒、重度の脳震盪と打撲で入院。
2015年の事故以来表彰台から遠ざかっていたが、2018年1月13日にW杯バート・ミッテルンドルフ大会にて3位に入り、自身3シーズンぶりとなる表彰台に登った。また、これにより史上4人目となるワールドカップ通算80度の表彰台入りを達成した。その翌月には平昌オリンピックに出場し、結果ノーマルヒル個人にて11位、ラージヒル個人にて13位に終わり、前大会に引き続きメダルの獲得はならなかった。
2018/19シーズン以降は再び表彰台から遠ざかっている。

## 主な競技成績

### 冬季オリンピック
- 1998年長野オリンピック（ 日本）
  - 個人ノーマルヒル 35位
  - 個人ラージヒル 39位
  - 団体ラージヒル 6位
- 2002年ソルトレークシティオリンピック（ アメリカ合衆国）
  - 個人ノーマルヒル 1位
  - 個人ラージヒル 1位
  - 団体ラージヒル 7位
- 2006年トリノオリンピック（ イタリア）
  - 個人ノーマルヒル 38位
  - 個人ラージヒル 15位
  - 団体ラージヒル 7位
- 2010年バンクーバーオリンピック（ カナダ）
  - 個人ノーマルヒル 1位
  - 個人ラージヒル 1位
- 2014年ソチオリンピック（ ロシア）
  - 個人ノーマルヒル　17位
  - 個人ラージヒル 23位
- 2018平昌オリンピック（ 韓国）
  - 個人ノーマルヒル 11位
  - 個人ラージヒル 13位
- 2022年北京オリンピック（ 中国）
  - 個人ノーマルヒル 25位
  - 個人ラージヒル 25位
  - 団体ラージヒル 8位

### 世界選手権
- 1999年ラムサウ大会 ( オーストリア)
  - 個人ノーマルヒル 26位
- 2003年ヴァル・ディ・フィエンメ大会 ( イタリア)
  - 個人ノーマルヒル 10位
  - 個人ラージヒル 17位
  - 団体ラージヒル 9位
- 2005年オーベルストドルフ大会 ( ドイツ)
  - 個人ノーマルヒル 44位
  - 個人ラージヒル 27位
  - 団体ノーマルヒル 9位
  - 団体ラージヒル 7位
- 2007年札幌大会 ( 日本)
  - 個人ノーマルヒル 2位
  - 個人ラージヒル 1位
  - 団体ラージヒル 7位
- 2009年リベレツ大会 ( チェコ)
  - 個人ノーマルヒル 3位
  - 個人ラージヒル　8位
- 2011年オスロ大会 ( ノルウェー)
  - 個人ノーマルヒル 4位
  - 個人ラージヒル 3位
  - 団体ノーマルヒル　10位
- 2013年ヴァル･ディ･フィエンメ大会 ( イタリア)
  - 個人ノーマルヒル 16位
  - 個人ラージヒル 7位
  - 団体ラージヒル 10位
- 2015年ファールン大会 ( スウェーデン)
  - 個人ノーマルヒル 16位
  - 個人ラージヒル 23位
  - 団体ラージヒル 10位
- 2017年ラハティ大会 ( フィンランド)
  - 個人ノーマルヒル 21位
  - 個人ラージヒル 14位
  - 団体ラージヒル 10位
- 2019年ゼーフェルト大会 ( オーストリア)
  - 個人ノーマルヒル 12位
  - 個人ラージヒル 15位
  - 団体ラージヒル 7位
- 2021年オーベルストドルフ大会 ( ドイツ)
  - 個人ノーマルヒル 20位
  - 個人ラージヒル 26位
  - 団体ラージヒル 7位
- 2023年プラニツァ大会 ( スロベニア)
  - 個人ノーマルヒル 28位
  - 混合団体ノーマルヒル 7位
  - 個人ラージヒル 22位
  - 男子団体ラージヒル 7位
- 2025年トロンハイム大会（ ノルウェー）
  - 個人ノーマルヒル 42位
  - 個人ラージヒル 35位
  - 男子団体ラージヒル 9位

### フライング世界選手権
- 2002年ハラホフ大会( チェコスロバキア)
  - 個人 5位
- 2004年プラニツァ大会( スロベニア)
  - 個人 14位
- 2006年バート・ミッテルンドルフ大会( オーストリア)
  - 個人 23位
  - 団体 6位
- 2008年オーベルストドルフ大会( ドイツ)
  - 個人 8位
  - 団体 9位
- 2010年プラニツァ大会( スロベニア)
  - 個人 1位
- 2012年ヴィケルスン大会（ ノルウェー）
  - 個人 14位
- 2014年ハラホフ大会( チェコ)
  - 個人 16位
- 2016年バート・ミッテルンドルフ大会( オーストリア)
  - 個人 16位
- 2018年オーベルストドルフ大会( ドイツ)
  - 個人 12位
  - 団体 6位
- 2022年ヴィケルスン大会( ノルウェー)
  - 個人 23位
- 2024年バート・ミッテルンドルフ大会( オーストリア)
  - 個人 28位
  - 団体 6位

### ワールドカップ
- 通算 1位23回、2位31回、3位26回（2024/25シーズンまで）

| 個人総合成績 (総合:W杯シーズン個人総合、4H:スキージャンプ週間総合、SF:スキーフライングW杯) | 個人総合成績 (総合:W杯シーズン個人総合、4H:スキージャンプ週間総合、SF:スキーフライングW杯) | 個人総合成績 (総合:W杯シーズン個人総合、4H:スキージャンプ週間総合、SF:スキーフライングW杯) | 個人総合成績 (総合:W杯シーズン個人総合、4H:スキージャンプ週間総合、SF:スキーフライングW杯) | 個人総合成績 (総合:W杯シーズン個人総合、4H:スキージャンプ週間総合、SF:スキーフライングW杯) | 個人総合成績 (総合:W杯シーズン個人総合、4H:スキージャンプ週間総合、SF:スキーフライングW杯) | 個人総合成績 (総合:W杯シーズン個人総合、4H:スキージャンプ週間総合、SF:スキーフライングW杯) |
| シーズン                                                                                   | 総合                                                                                       | 4H                                                                                         | SF                                                                                         | 優勝                                                                                       | 準優勝                                                                                     | 3位                                                                                        |
| ------------------------------------------------------------------------------------------ | ------------------------------------------------------------------------------------------ | ------------------------------------------------------------------------------------------ | ------------------------------------------------------------------------------------------ | ------------------------------------------------------------------------------------------ | ------------------------------------------------------------------------------------------ | ------------------------------------------------------------------------------------------ |
| 1997/98                                                                                    | 70位                                                                                       | 48位                                                                                       | —                                                                                          | 0回                                                                                        | 0回                                                                                        | 0回                                                                                        |
| 1998/99                                                                                    | —                                                                                          | 62位                                                                                       | —                                                                                          | 0回                                                                                        | 0回                                                                                        | 0回                                                                                        |
| 1999/00                                                                                    | 45位                                                                                       | 70位                                                                                       | —                                                                                          | 0回                                                                                        | 0回                                                                                        | 0回                                                                                        |
| 2000/01                                                                                    | —                                                                                          | —                                                                                          | —                                                                                          | 0回                                                                                        | 0回                                                                                        | 0回                                                                                        |
| 2001/02                                                                                    | 7位                                                                                        | 6位                                                                                        |                                                                                            | 1回                                                                                        | 2回                                                                                        | 2回                                                                                        |
| 2002/03                                                                                    | 28位                                                                                       | 24位                                                                                       | 0回                                                                                        | 0回                                                                                        | 0回                                                                                        |                                                                                            |
| 2003/04                                                                                    | 13位                                                                                       | 14位                                                                                       | 0回                                                                                        | 3回                                                                                        | 0回                                                                                        |                                                                                            |
| 2004/05                                                                                    | 23位                                                                                       | 37位                                                                                       | 0回                                                                                        | 0回                                                                                        | 0回                                                                                        |                                                                                            |
| 2005/06                                                                                    | 17位                                                                                       | 13位                                                                                       | 0回                                                                                        | 0回                                                                                        | 0回                                                                                        |                                                                                            |
| 2006/07                                                                                    | 3位                                                                                        | 3位                                                                                        | 2回                                                                                        | 5回                                                                                        | 2回                                                                                        |                                                                                            |
| 2007/08                                                                                    | 9位                                                                                        | 15位                                                                                       | 0回                                                                                        | 0回                                                                                        | 2回                                                                                        |                                                                                            |
| 2008/09                                                                                    | 2位                                                                                        | 2位                                                                                        | 3位                                                                                        | 5回                                                                                        | 8回                                                                                        | 4回                                                                                        |
| 2009/10                                                                                    | 1位                                                                                        | 5位                                                                                        | 3位                                                                                        | 9回                                                                                        | 5回                                                                                        | 2回                                                                                        |
| 2010/11                                                                                    | 2位                                                                                        | 2位                                                                                        | 5位                                                                                        | 3回                                                                                        | 1回                                                                                        | 6回                                                                                        |
| 2011/12                                                                                    | 11位                                                                                       | 19位                                                                                       | 3位                                                                                        | 0回                                                                                        | 2回                                                                                        | 2回                                                                                        |
| 2012/13                                                                                    | 14位                                                                                       | 27位                                                                                       | 10位                                                                                       | 0回                                                                                        | 1回                                                                                        | 1回                                                                                        |
| 2013/14                                                                                    | 7位                                                                                        | 3位                                                                                        | 4位                                                                                        | 1回                                                                                        | 2回                                                                                        | 2回                                                                                        |
| 2014/15                                                                                    | 11位                                                                                       | 17位                                                                                       | —                                                                                          | 2回                                                                                        | 2回                                                                                        | 2回                                                                                        |
| 2015/16                                                                                    | 15位                                                                                       | 11位                                                                                       | 15位                                                                                       | 0回                                                                                        | 0回                                                                                        | 0回                                                                                        |
| 2016/17                                                                                    | 29位                                                                                       | 44位                                                                                       | 24位                                                                                       | 0回                                                                                        | 0回                                                                                        | 0回                                                                                        |
| 2017/18                                                                                    | 19位                                                                                       | 29位                                                                                       | 11位                                                                                       | 0回                                                                                        | 0回                                                                                        | 1回                                                                                        |
| 2018/19                                                                                    | 24位                                                                                       | 13位                                                                                       | 13位                                                                                       | 0回                                                                                        | 0回                                                                                        | 0回                                                                                        |
| 2019/20                                                                                    | 35位                                                                                       | 27位                                                                                       | —                                                                                          | 0回                                                                                        | 0回                                                                                        | 0回                                                                                        |
| 2020/21                                                                                    | 41位                                                                                       | 47位                                                                                       | —                                                                                          | 0回                                                                                        | 0回                                                                                        | 0回                                                                                        |
| 2021/22                                                                                    | 41位                                                                                       | 37位                                                                                       | 40位                                                                                       | 0回                                                                                        | 0回                                                                                        | 0回                                                                                        |
| 2022/23                                                                                    | 47位                                                                                       | —                                                                                          | 32位                                                                                       | 0回                                                                                        | 0回                                                                                        | 0回                                                                                        |
| 2023/24                                                                                    | 52位                                                                                       | —                                                                                          | —                                                                                          | 0回                                                                                        | 0回                                                                                        | 0回                                                                                        |
| 2024/25                                                                                    | 65位                                                                                       | —                                                                                          | —                                                                                          | 0回                                                                                        | 0回                                                                                        | 0回                                                                                        |
| 合計                                                                                       |                                                                                            |                                                                                            |                                                                                            | 23回                                                                                       | 31回                                                                                       | 26回                                                                                       |